# Federico Gásperi
Federico Miguel Gásperi (nacido en Campana, Argentina) es un futbolista argentino que se desempeñó como lateral izquierdo. Debutó en el Club Atlético Puerto Nuevo en el año 1999. También jugó en Estudiantes (BA), junto a su hermano Nicolás Gásperi. Jugó en Villa Dálmine, equipo de la Primera B. A mediados del año 2013, regresó a Excursionistas, luego de tres años.

## Clubes
| Club             | País      | Año           |
| ---------------- | --------- | ------------- |
| Puerto Nuevo     | Argentina | 1999-2004     |
| Villa Dálmine    | Argentina | 2004-2005     |
| Luján            | Argentina | 2005-2008     |
| Excursionistas   | Argentina | 2008-2010     |
| Estudiantes (BA) | Argentina | 2010-2011     |
| Villa Dálmine    | Argentina | 2011-2013     |
| Excursionistas   | Argentina | 2013-presente |

## Palmarés
| Título    | Club          | País      | Año     |
| --------- | ------------- | --------- | ------- |
| Primera C | Villa Dálmine | Argentina | 2011/12 |